# Харцызск
Харцы́зск (укр. Харцизьк) — город в номинально образованном Донецком районе Донецкой области Украины. Административный центр номинально образованной Харцызской городской общины (по административно-территориальному устройству Украины). С 2014 года город контролируется властями подконтрольной России Донецкой Народной Республики.

## История
Основан в 1869 году как посёлок при станции, введённой в действие на Курско-Харьково-Азовской железной дороге. Название станции Харцызская и посёлка Харцызск связано с селом (слободой) Троицко-Харцызск, которое находилось в 8 верстах от строящейся станции. Крестьяне из этого села, желая подработать в межсезонье, участвовали в постройке железнодорожной станции. Поэтому название слободы Харцызская и распространилось на железнодорожную станцию и возникший около неё посёлок.
В 1883 году была проведена железнодорожная ветка на Макеевский рудник, в 1884 году — на станцию Криничная и Ясиновка (современная Макеевка-Пассажирская), в 1898 году — на макеевский металлургический завод «Унион».
В 1860-х годах вблизи станции начались разработки каменного угля. В 1880-е годы в пристанционном поселке было несколько десятков дворов и трактир. К 1897 году тут насчитывалось 674 жителя, 53 двора. Русских было 486 человек, украинцев — 188. Уроженцами Области Войска Донского являлись 99 человек, других местностей — 575. Выходцами из крестьян были 550 человек, из мещан — 92, из дворян и духовенства — 13 человек.

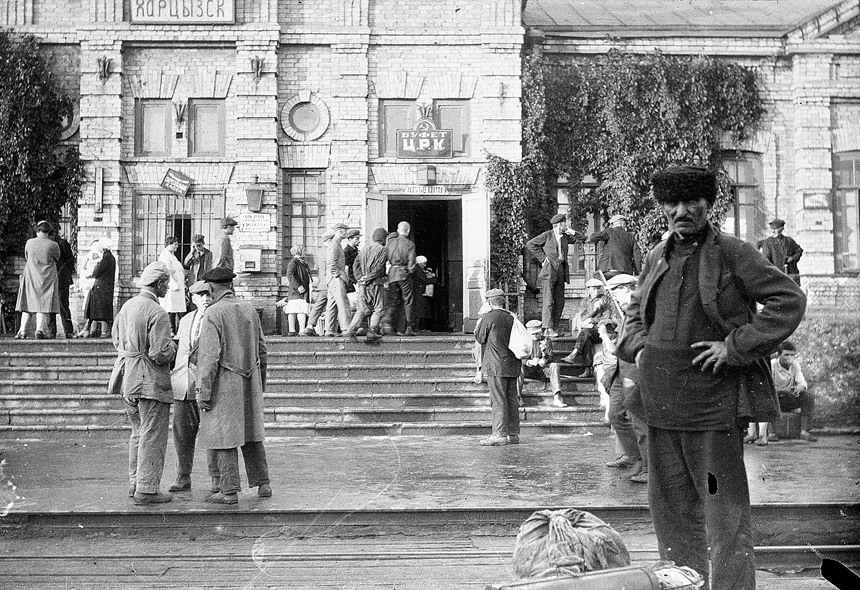
Железнодорожная станция, конец 1920-х годов

В 1895 году харцызским обществом Дебальцевского механического завода в Харцызске построен котельно-механический завод. В 1897 году построены мастерские Шлихта (современный машиностроительный завод). В 1910 году котельно-механический завод стал филиалом макеевского металлургического завода, а с 1914 года отдельным предприятием Харцызский трубный завод. С 1914 года механические мастерские объединены в 2 промышленные предприятия — заводы «Фрессе» и «Рено» (в 1920 году объединены в завод «Ремруд», в 1928 году переименован в «Главармлит», сейчас — «Армлит»).
С апреля 1923 года Харцызск стал центром Зуевского горного района Юзовского округа, население посёлка при этом составляло 3065 человек, а в 1926 году уже 5645 человек. В 1929 году образована Харцызская волость, объединившая посёлки Харцызск, Трубное, хутора: Золотарева, Майсаки, Цецюра, Панасенко, Новая Жизнь и другие. В 1931 году население Харцызска составило 8323 человека.
С 1936 года Харцызск получил статус города районного подчинения, в 1940 году в нём проживало уже 13 146 человек. В 1930—1938 годах Харцызский трубный завод назывался заводом «Сталь», тогда же там было налажено производство труб большого диаметра. В 1940 году построен сталепроволочно-канатный завод (сейчас Харцызский канатный завод — «Силур»). С 1930-х годов работают 2 крупных колхоза: «Гранит» и имени В. К. Блюхера.
23 октября 1941 года советские органы и войска оставили город, оккупированный гитлеровскими войсками.
5 сентября 1943 года освобождён от гитлеровских войск советскими войсками Южного фронта в ходе Донбасской операции 50-й гвардейской стрелковой дивизии (полковник Сергеев, Константин Алексеевич) 3-го гвардейского стрелкового корпуса (генерал-майор Белов, Александр Иванович) в составе 5-й ударной армии.
В 1956 году в городе основан трест «Октябрьуголь», Харцызск стал региональным центром угольной промышленности (не имея ни одной угольной шахты).
В 1980—1990-х годах руководство отдельными шахтами, а затем и целым «Октябрьуглем» было перенесено в соседние угольные города: Кировское, Ждановку, Шахтёрск. В 1962 году Харцызск стал городом областного подчинения.
В 1970-х годах в городе построен комплекс трубоэлектросварочного цеха на трубном заводе.
С 2014 года в результате боевых действий между ВСУ и ВС РФ город находится под контролем самопровозглашённой ДНР.

## География
Харцызск окружён угледобывающими городами, однако сам является исключительно металлообрабатывающим. К востоку расположена Зуевская ТЭС.

## Население
Население города на 1 января 2015 года — 58 040 чел.
Количество на начало года.
| Год  | Количество жителей |
| ---- | ------------------ |
| 1897 | 674                |
| 1923 | 3586               |
| 1927 | 5104               |
| 1931 | 8323               |
| 1939 | 13622              |
| 1959 | 33641              |
| 1964 | 39000              |
| 1970 | 51076              |
| 1979 | 57559              |
| 1981 | 63000              |
| 1987 | 69000              |
| 1989 | 67916              |
| 1992 | 69500              |
| 1994 | 70400              |
| 1998 | 67000              |
| 2002 | 64175              |
| 2003 | 63370              |
| 2004 | 62921              |
| 2005 | 62263              |
| 2006 | 61773              |
| 2007 | 61366              |
| 2008 | 60943              |
| 2009 | 60610              |
| 2010 | 60326              |
| 2011 | 60016              |
| 2012 | 59763              |
| 2013 | 59315              |
| 2014 | 58641              |
| 2015 | 58040              |

Рождаемость — 7,8 на 1000 человек, смертность — 17,6, естественная убыль — 9,8, сальдо миграции отрицательное (−0,8 на 1000 человек).
Рейтинг города (по численности населения) по состоянию на 1 января 2015 года:
| Место в Европе | Место в бывшем СССР | Место в Украине | Место в области |
| -------------- | ------------------- | --------------- | --------------- |
| 1391           | 505                 | 72              | 12              |

Национальный состав города, по данным переписи населения 2001 года:
| № | Национальность | Количество | Удельный вес (%) |
| - | -------------- | ---------- | ---------------- |
| 1 | Украинцы       | 59 615     | 52,4             |
| 2 | Русские        | 50 129     | 44,1             |
| 3 | Белорусы       | 1043       | 0,9              |
| 4 | Армяне         | 342        | 0,3              |
| 5 | Греки          | 321        | 0,3              |
| 6 | Грузины        | 254        | 0,2              |
|   | Всего          | 113 685    | 100,00           |

### Языковой состав
Родной язык населения по данным переписи 2001 года:
| Язык       | Численность, чел. | Доля     |
| ---------- | ----------------- | -------- |
| Украинский | 10 217            | 16,05 %  |
| Русский    | 52 667            | 82,72 %  |
| Другое     | 788               | 1,23 %   |
| Итого      | 63 672            | 100,00 % |

## Экономика
Доход бюджета города в 2004 году составил 33 849,3 тысяч гривен, из них перечислил в государственный бюджет Украины — 3611,9 тысяч гривен.
Экспорт товаров в 2003 году — 133,5 млн долл. Прямые иностранные инвестиции на 2003 год — 15,2 млн долл. Объём произведённых услуг в 2003 году — 190,9 млн гривен. Коэффициент безработицы — 2,7 %.
Среднемесячная зарплата в 2003 году — 585 гривен.

## Промышленность
Самым большим и одновременно старейшим промышленным предприятием города является ПАО «Харцызский трубный завод» — крупнейший в СНГ производитель прямошовных электросварных труб большого диаметра для газо- и нефтепроводов.
Филиал ЧАО «ПО „Стальканат — Силур“» завод «Силур», созданный в 1949 году, — один из крупнейших украинских производителей метизной продукции (стальных канатов, стальной проволоки различного назначения, арматурных прядей, стальной фибры и сетки).
На украинско-канадском СП «Донбасс — Либерти» налажен выпуск мебели, матрасов и метизов. Разнообразные металлические изделия, в частности — для электрифицированных железных дорог и сельскохозяйственной техники, производит ООО «Армлит — Донбасс». Ещё 2 предприятия, производящие метизы, — ООО «Силур — Трайел» и GMT UKRAINE.
Большими мощностями по производству пожарной арматуры располагает ООО «Харцызский машиностроительный завод».
На выпуске пластмассовых изделий специализируется ООО «Проминь». Кабельно-проводниковую продукцию выпускает ООО «Фирма „Энерго“».
Пищевую промышленность города представляют ОАО «Харцызский хлебокомбинат», а также ряд небольших частных хлебопекарен.

## Транспорт
Имеется железнодорожная станция.
Автобусные маршруты:
№ 2 «Коммунист ДК (ОА) — м-н „Металлургов“ (ОА) — Северная проходная (ОА)»
№ 3 «Родничок (ОА) — Северная проходная (ОА)»
№ 5/4 «Заводоуправление (ОА) — м-н „Металлургов“ (ОА) — Депо (ОА) — „ОШ № 7“ (ОА) — „Городская больница“ (ОА)»
№ 5 «Заводоуправление (ОА) — м-н „Металлургов“ — „ОШ № 7“ (ОА) — ул. Нахимова (ОА) — „Городская больница“ (ОА)»
№ 7А «Сан.станция (ОА) — Черёмушки (ОА) — Автовокзал (ОА) — Сан.станция (ОА)»
Троллейбусные маршруты:
№ 1 Вокзал — Северная проходная
№ 2 Депо — Северная проходная
№ 4 Вокзал — Горбольница
В городе действует ряд служб такси.
Через город проходит трасса Н-21.

## Достопримечательности
Центральные улицы:
- Краснознаменская (здание исполкома, горбольница);
- Октябрьская (Музей истории города Харцызска, почтамт);
- Вокзальная (железнодорожный вокзал, отделение Полиции, памятник героям Великой Отечественной войны, памятник А. П. Чехову).

Среди населения города популярны Парк культуры и отдыха им. А. П. Чехова, бульвар Шевченко, Аллея Матери, Интернет-аллея, городской сквер воинов-интернационалистов, площадь у Дворца культуры и так называемый Арбат (Кубы).
1 октября 2012 года был открыт «Парк поколений».

### Памятники
- А. П. Чехову (2012)[30];
- танкисту Герою Советского Союза майору С. М. Николенко;
- памятник жертвам катастрофы на Чернобыльской АЭС. скульптор Дмитрий Ильюхин 2002г
- лётчикам-героям Харцызска;
- стела в честь 100-летия Харцызска;
- памятник В. И. Ленину (центральная площадь, площадь района трест и ЖД вокзал);
- памятник Н. К. Крупской (школа № 26);
- памятник в честь 30-летия Победы в ВОВ;
- памятник воинам-интернационалистам;
- поклонный крест на въезде в город;
- обелиск-братская могила двум неизвестным воинам ВОВ;
- памятник павшим в боях за Родину трудящихся Харцызского трубного завода;
- памятник воинам-танкистам;
- памятный знак на месте расстрела 12 жителей города Харцызска фашистскими захватчиками 26 февраля 1942 года;
- стена памяти бойцам 3 гвардейского стрелкового корпуса 50 гвардейской стрелковой дивизии;
- воинам, погибшим в боях за Харцызск (создан скульптором С. А. Гонтарем и архитектором Д. М. Цимидановым; на граните высечены слова: «Живые, помните, они отдали жизнь за ваше счастье»[31]).

## Социальная инфраструктура

### Культурные учреждения
В городе работают 8 общеобразовательных школ, 1 гимназия, 2 разнопрофильных лицея, 1 специализированная школа. Также имеются 10 дошкольных учреждений. Специалистов готовят в Харцызском колледже Донецкого национального технического университета.
Действуют Центр детского и юношеского творчества, станция юных натуралистов и станция юных техников.
Культурные услуги предлагают Дворцы культуры, библиотеки, школа искусств, музей и кинотеатр.

### Спортивные учреждения
В городе работал филиал академии ФК «Шахтер» (Донецк). На чемпионатах области по футболу город представлял футбольный клуб «Харцызск», в 1992—1994 годах выступавший в переходной лиге Украины. Также в городе работают спортивная школа, школа олимпийского резерва, Дворец спорта, стадион имени 10-летия независимости Украины и бассейн. В городе есть скалодром, ипподром. В Харцызске функционирует Центр физкультуры, спортивной и социологической реабилитации инвалидов.

### Здравоохранение
Представлено центральной городской больницей, поликлиниками, станцией скорой медицинской помощи. Кроме того, имеется сеть частных медицинских заведений, самым известным из которых является Центр лимфохирургии им. Н. Шматкова.

### Общественный транспорт
Налажено автобусное и троллейбусное (с 1982 года) движение. Маршруты:
- № 1, «ЖД вокзал — Промрайон» (троллейбус), также курсирует автобус под тем же номером и маршрутом
- № 4, «ЖД вокзал — Горбольница» (троллейбус)
- № 5, «Горбольница — Автовокзал — Заводоуправление» (автобус)
- № 5—4, «Заводоуправление — Автовокзал» (автобус)
- № 2, «ТК Черёмушки — пос. Горное» (автобус)
- № 3, «Металлург-м-н ДЭУ» (автобус)
- № 6, «Ул. Шалимова — Иловайск — Троицко-Харцызск» (автобус)
- № 7 «Заводоуправление — Черемушки — Автовокзал» (автобус)
- № 19, «Автовокзал — пос. Новопелагеевка» (автобус)
- № 15, «Автовокзал — пос. Пролетарское» (автобус)

## Города-побратимы
- Таганрог, Россия
- Мозырь, Белоруссия
- Мукачево, Украина
- Арзамас, Россия

## Известные уроженцы
- Буданов, Юрий Дмитриевич
- Николенко, Степан Михайлович
- Шалимов, Владимир Фёдорович
- Шафоростов Денис Александрович — рок-музыкант, бывший вокалист известной британской группы «Asking Alexandria» .